# Adam Smith (série télévisée)
Pour les articles homonymes, voir Adam Smith (homonymie) et Smith.
Adam Smith est une série télévisée britannique en 39 épisodes de 30 minutes diffusée du 23 janvier 1972 à la télévision au 25 mars 1973 à la télévision sur ITV Granada.
Le rôle principal est interprété par Andrew Keir.

## Synopsis
Il s'agit d'un drame « religieux » dans lequel un pasteur écossais, qui après la mort de sa femme, remet en question le but de son ministère.

## Distribution
- Andrew Keir : Adam Smith
- Kara Wilson : Helen Smith
- Freddie Earlle : Alasdair McCaig

## Édition
La série a été rééditée en DVD en 2013, quarante ans après la création.